# Teletín
Teletín (Duits: Telletin) is een Tsjechische plaats in de gemeente Krňany, regio Midden-Bohemen, en maakt deel uit van het district Benešov. Het dorp ligt op 2 kilometer afstand van Krňany.
Teletín telt 94 inwoners (2021).

## Geografie
Teletín ligt vlak bij de samenvloeiing van de rivieren de Moldau en Sázava.
Tot Teletín behoren tevens de gehuchten Chlístov (ten oosten van het dorp), Bučina (ten westen van het dorp) en Marš (ten noorden van het dorp).

## Geschiedenis
De eerste schriftelijke vermelding van het dorp dateert van 1379.
Tijdens de Tweede Wereldoorlog was het dorp onderdeel van het militaire oefenterrein van de Waffen-SS Benešov. Op 15 september 1942 moesten de inwoners daarom noodgedwongen hun huizen verlaten. 
In 1996 werd Teletín, samen met Krňany, ingedeeld bij het district Benešov.

## Verkeer en vervoer

### Autowegen
Er leidt een regionale weg naar het dorp.

### Spoorlijnen
Er is geen station in Teletín. Het dichtstbijzijnde station is in Kamenný Přívoz, op zo'n acht kilometer afstand. Dat station ligt aan spoorlijn 210 Praag - Vrané nad Vltavou - Jílové u Prahy - Týnec nad Sázavou - Čerčany. Het vervoer op de lijn begon in 1897.

### Buslijnen
Er is één bushalte in het dorp:
| Halte           | Lijn | Traject             | Vervoerder   |
| --------------- | ---- | ------------------- | ------------ |
| Krňany, Teletín | 438  | Benešov - Hradištko | CŠAD Benešov |

## Bezienswaardigheden
- Dorpskapel met beeld van Sint Johannes van Nepomuk;
- Voormalige Teletín-steengroeve - thans een natuurmonument;
- Máj, een rotsachtig uitzichtpunt op de meanders van de rivier de Moldau.

## Galerij

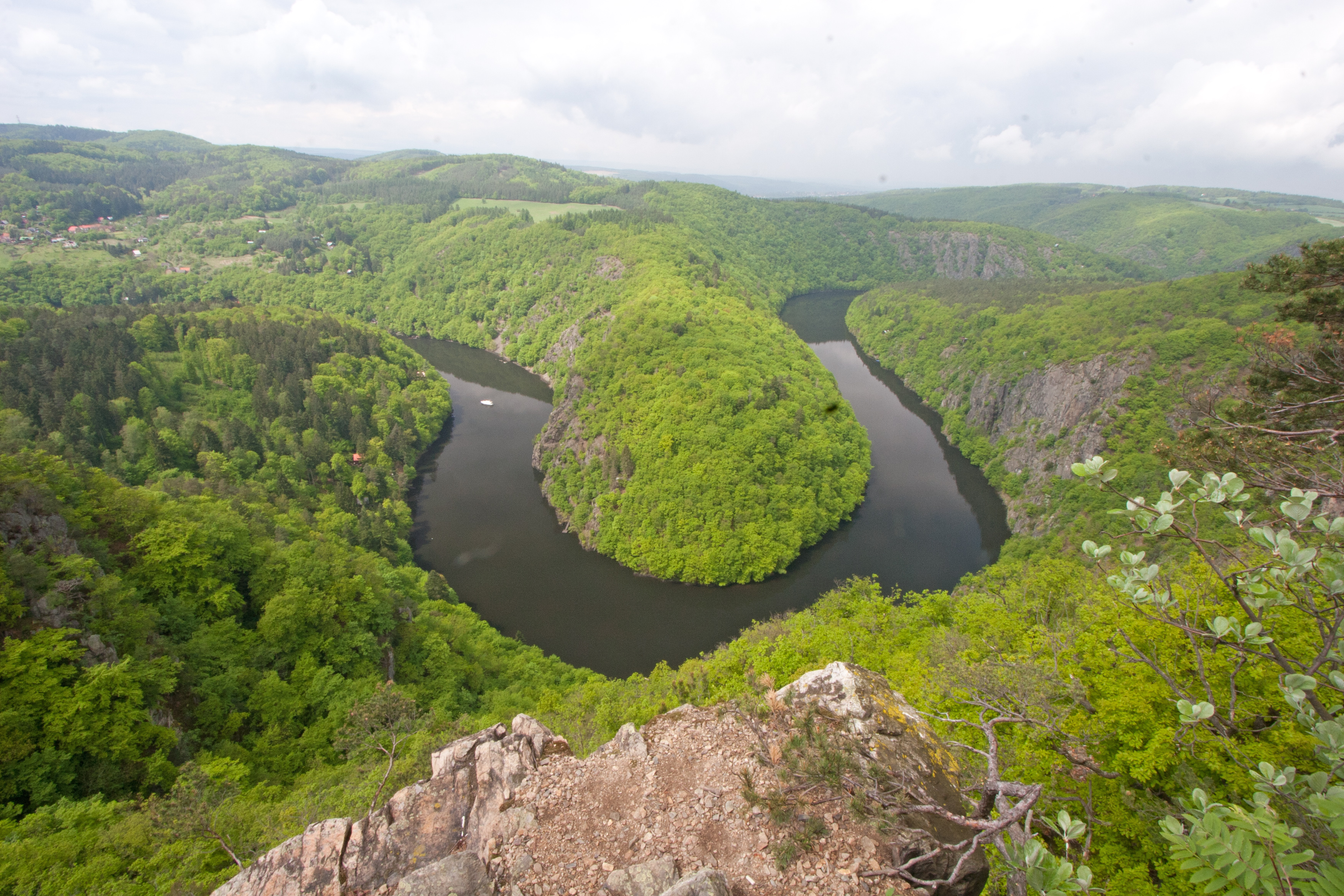
Uitzicht vanaf Máj op de Moldau (2012)
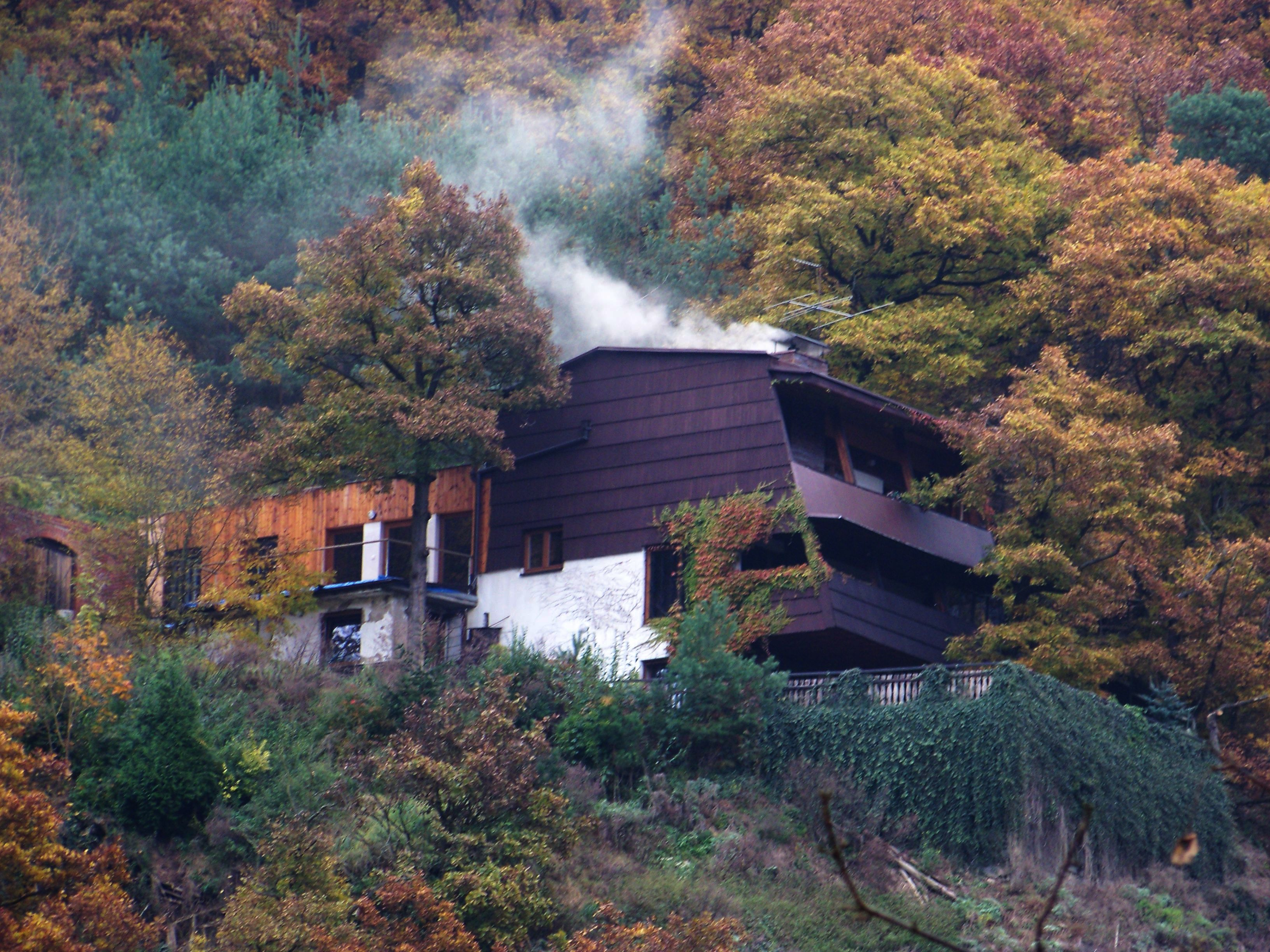
Vakantiehuis nabij het dorp (2011)
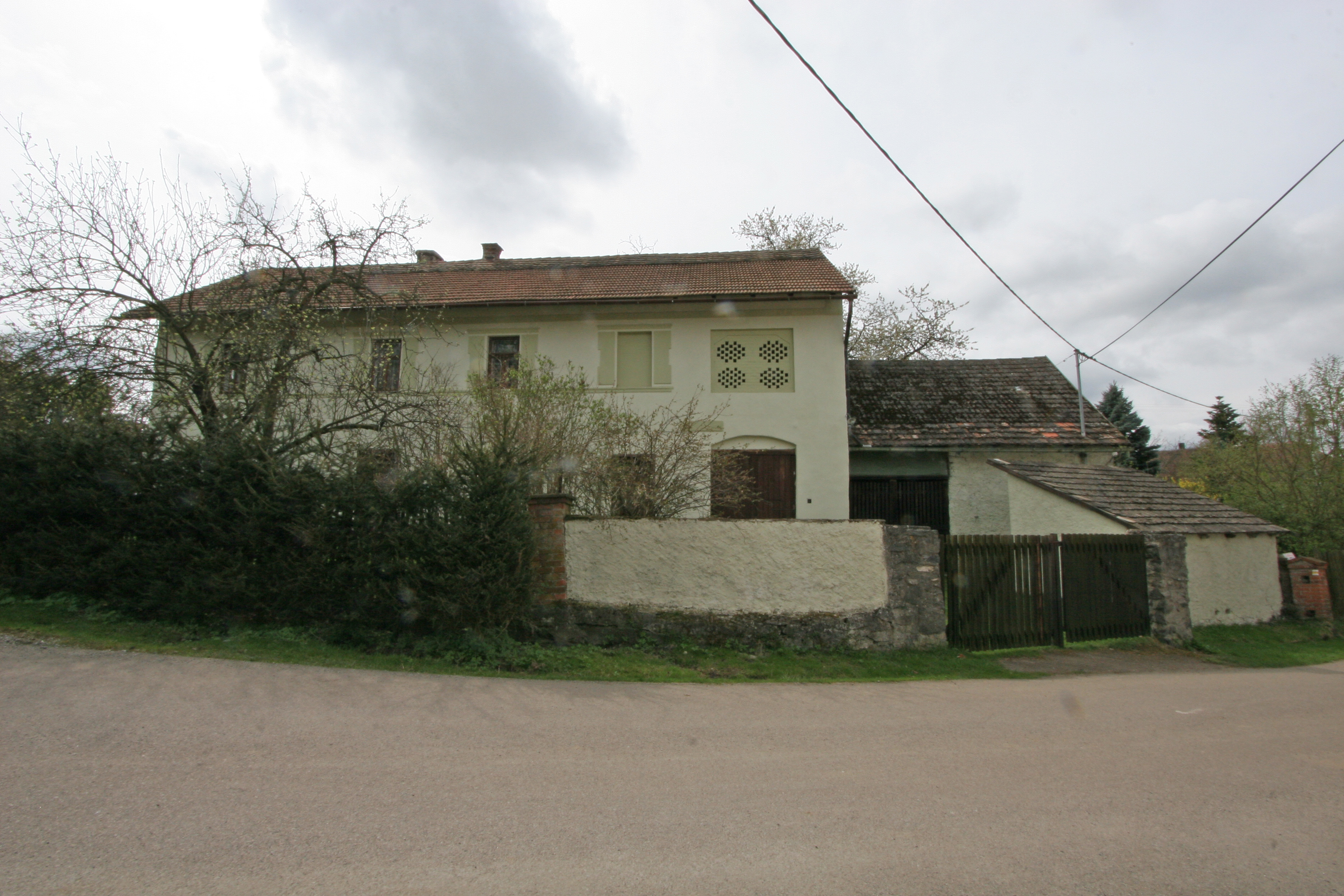
Huis in het dorp (2013)
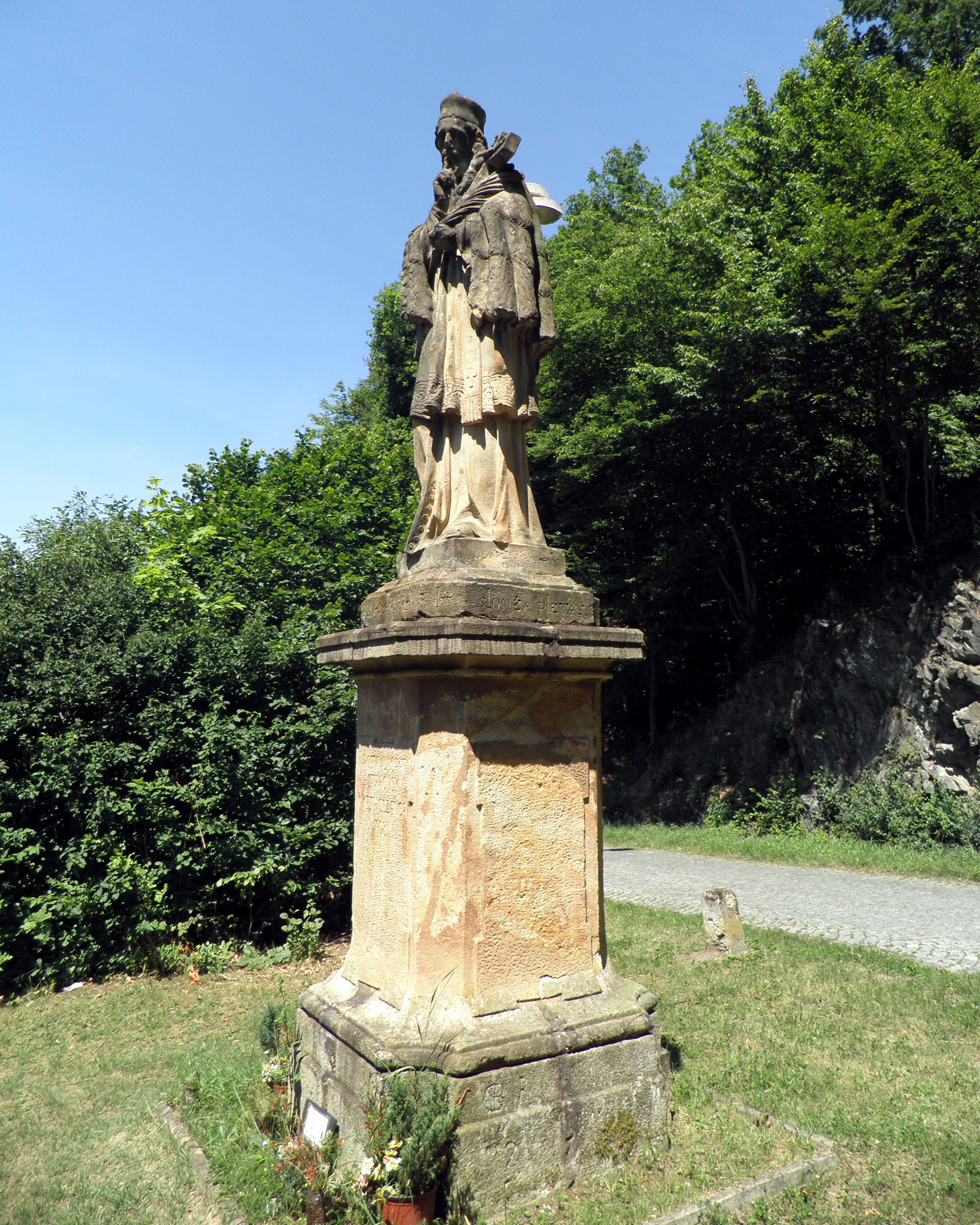
Standbeeld van Sint Johannes van Nepomuk (2012)
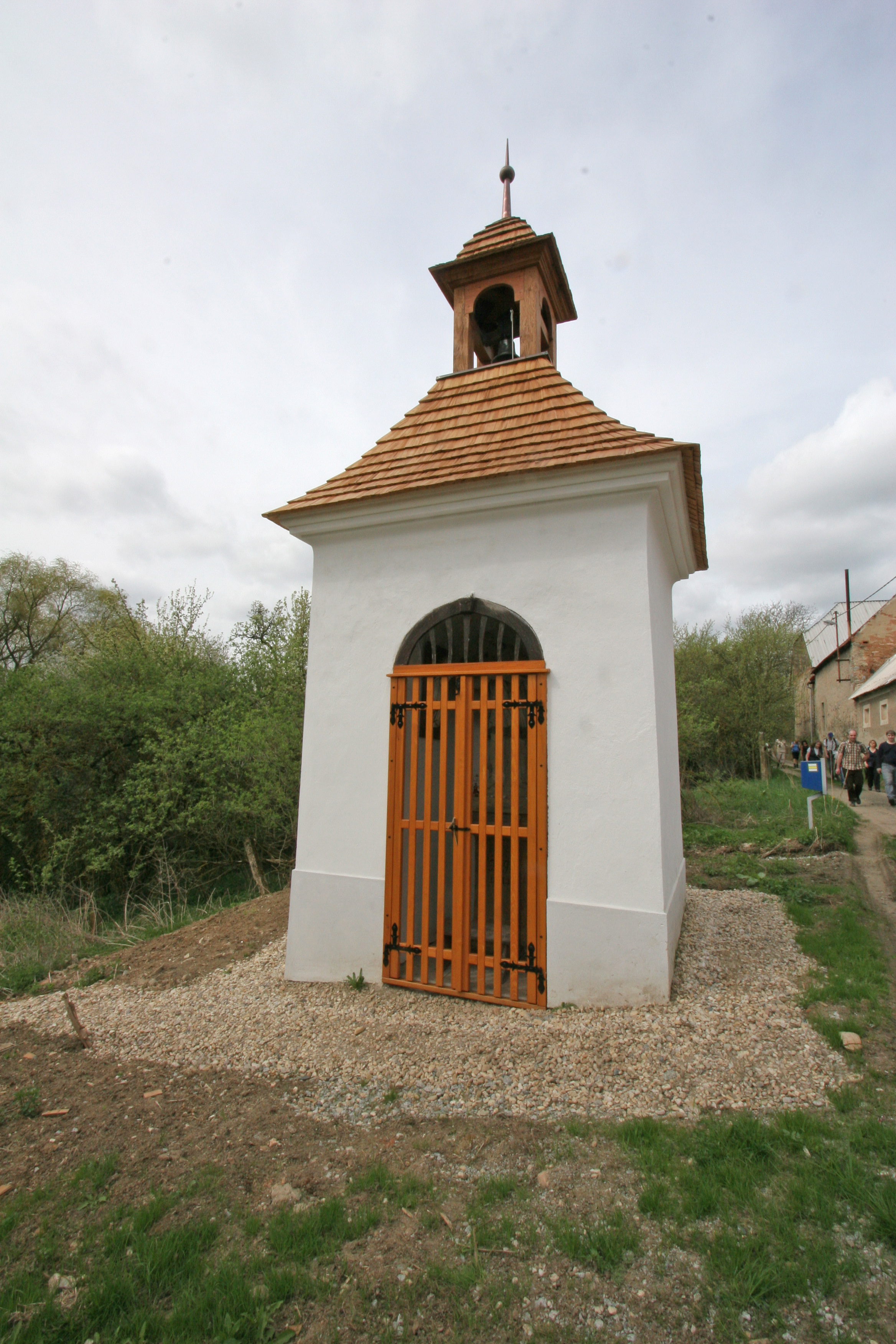
Dorpskapel (2013)